# Songs from the Shelf
Songs from the Shelf ist eine Veröffentlichungsserie des britischen Musikers Nik Kershaw.

## Entstehung
Als sich Kershaw nach seinem Vertrag mit MCA Records aus dem Rampenlicht zurückzog, schrieb er vor allem in den 90ern Songs für andere Künstler. Viele dieser Songs wurden nie veröffentlicht, sondern nur von Kershaw als Demos auf DATs aufgenommen. Im Jahr 2020 entdeckte Kershaw diese Tapes wieder und machte es sich später zur Aufgabe, ein paar der Songs komplett neu aufzunehmen und zu veröffentlichen.

## Songs from the Shelf, Pt. 1

### Titelliste
1. Come on Down (4:45)
2. Hope and Glory (3:20)
3. The Devil and the Deep (3:43)
4. I Can't Wait (4:03)
5. To Hurt the One You Love (4:13)
6. The Greatest Put Down (4:24)

### Entstehung der Songs
- Come on Down[2]: Der Song wurde am 5. November 1992 in der PRS Database registriert und laut Kershaw gleichzeitig mit einem Song namens Life is a Gameshow geschrieben.
- Hope and Glory[3]: Dieser Titel wurde zur Zeit der Entstehung nicht registriert, Kershaw ordnet ihn aber dem Jahr 1996 zu. Der Arbeitstitel des Songs war All This Useless Beauty, wurde aber geändert, da es bereits entsprechenden Titel und Album von Elvis Costello gibt. Ursprünglich war der Song für das Album 15 Minutes und dann für To Be Frank gedacht, wurde dann aber in beiden Fällen nicht ausgewählt.
- The Devil and the Deep[4]: Dadurch, dass der Song im März 2001 aufgenommen wurde und zu dem Zeitpunkt kein Song mehr zum kurz darauf veröffentlichten Album To Be Frank hinzugefügt werden konnte, bestand zunächst keine Intention, diesen zu veröffentlichen.
- I Can't Wait/To Hurt the One You Love[5]: Beide Songs wurden von Kershaw zusammen mit Fahan Hassan geschrieben, als er dem Kashmir Klub, betrieben von Tony Moore (Iron Maiden), Ende der 90er mehrmals beiwohnte.
- The Greatest Put Down[6]: 1997 wurde Kershaw zum jährlichen Chris Difford Songwriting Retreat eingeladen, wo er mit anderen Künstlern zusammentraf, um Songs zu komponieren. The Greatest Put Down schrieb Kershaw zusammen mit Chris Difford und Wet-Wet-Wet-Gitarrist Graeme Duffin.

## Songs from the Shelf, Pt. 2

### Titelliste
1. What I Don't Know Won't Hurt Me (3:48)
2. Time and Emotion (3:09)
3. Let Him Have It (3:44)
4. Big Feather Bed (4:13)
5. How High? (3:57)
6. Shades of Grey (4:03)

Big Feather Bed wurde bereits 2005 von Darius Campbell Danesh veröffentlicht. Kershaw änderte für seine Version allerdings den Text, da er sich in seinem Alter nicht wohl fühle, den Originaltext zu singen.